# Pere Albiñana
Pere Albiñana   (Reus, 28 de febrer de 1897 - 20 de novembre de 1979) va ser un ciclista català, que competí entre 1926 i 1931. Va aconseguir guanyar el Campionat de Barcelona el 1928.

## Palmarès
- 1928
  - 1r al Campionat de Barcelona
- 1930
  - 6è a la Volta a Catalunya
  - 2n al Circuit de la Ribera del Jalón
- 1931
  - 10è a la Volta a Llevant